# ケネス・レイ

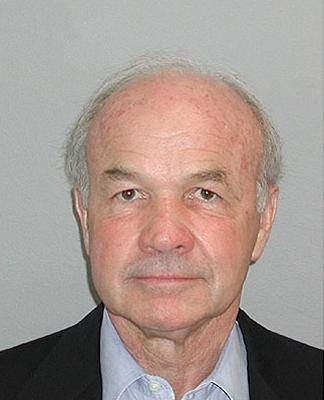
ケネス・レイ

ケネス・リー・レイ（Kenneth Lee Lay, 1942年4月15日 - 2006年7月5日）は、アメリカの実業家。ケン・レイ（Ken Lay）とも呼ばれる。

## 人物
エンロンの実質的な創始者として会長およびCEOを務め、地味な天然ガスパイプライン／電力会社であった同社を総合ITビジネス会社に脱皮させ、全米でもベストテンに入る売上を誇る大企業に育て上げた。しかし、成長の中で大規模な不正会計が行われていたことが発覚し、エンロンは2001年に破綻した。
レイ自身も、証券詐欺（粉飾決算）などの疑いでFBIに2002年に起訴された。その後、50万ドルを支払い保釈された。2006年5月に陪審による有罪評決を受けたが、量刑についてはその時点では確定していなかった。
地元テキサス州出身で元大統領のジョージ・ウォーカー・ブッシュとは個人的に親交があり、ブッシュはレイのことを「ケニー・ボーイ」と呼んでいた。
2006年に心臓発作のため、別荘で死去した。